# Bakar
Bakar je kemijski element atomskog (rednog) broja 29 i atomske mase 63,546(3). U periodnom sustavu elemenata predstavlja ga simbol Cu.

## Nomenklatura
Kuprat je naziv za bakar u anionskom kompleksu.
U antičko doba dolazio je gotovo jedino s Cipra, pa je bio poznat pod nazivom „aes cyprium“ (ciparska ruda) ili u kraćem obliku cyprium, a od tog naziva potječe latinsko ime cuprum, po čemu je dobio simbol Cu u periodnom sustavu elemenata.
U hrvatskome jeziku dobio je naziv po turskoj riječi za bakar: bakir.
Također kod označavanja spojeva pravilno je reći bakreni, a ne bakarni.

## Svojstva i osobine
Kemijski element bakar 11. skupine PSE, u periodnom sustavu elemenata nosi simbol Cu, atomski (redni; protonski) broj mu je 29, a atomska masa mu iznosi 63,546(3). Gustoća mu je 8,92 g cm−3, a talište 1084 °C.
Elementarni bakar je metal sjajne svijetle crvene do crvenkastosmeđe specifične „bakrene“ boje, kubične plošno centrirane kristalne rešetke. Jedan je od triju poznatih obojenih metala.

Bakar je prijelazni metal i nije polimorfan.

U čistom stanju relativno je mekan, ali vrlo žilav i rastezljiv/savitljiv. Lako je obradiv i kovak, pa se kuje, valja (na hladno i vruće) i izvlači u vrlo tanke žice. Može se meko i tvrdo lemiti i zavarivati.
Nakon srebra najbolji je vodič topline i elektriciteta (električne struje).

Visoka električna vodljivost i veća zastupljenost u Zemljinoj kori od srebra, čini idealnim za električne instalacije i elektroniku, što mu je i najvažnija komercijalna upotreba.
Zbog pozitivnoga redoks potencijala bakar se ne otapa u razrijeđenim kiselinama (samo ga HNO3 nagriza) i kiselinama koje nemaju oksidacijsko djelovanje.

Budući da je redukcijski elektrodni potencijal bakra pozitivniji od vodika, on reagira samo s kiselinama koje imaju oksidacijsko djelovanje, tj. s kiselinama koje uz vodik sadrže i element koji bakar može reducirati.

OPREZ! Reakcijom bakra s koncentriranim kiselinama nastaju dušikovi oksidi koji su otrovni, zato valja pokus izvoditi u digestoru!
S koncentriranom klorovodičnom kiselinom bakar ne reagira, jer ona ne djeluje kao oksidans.

Bakar će se otopiti u HCl-u, ako je u njoj tek ako je prisutno neko oksidirajuće sredstvo (npr. H2O2), ali u samoj HCl neće, i ne dolazi do nikakve reakcije.
S koncentriranom dušičnom kiselinom bakar reagira uz nastajanje smeđeg plina dušikova(IV) oksida i topljive soli bakrova(II) nitrata (poput reakcije aluminija s bromom).
Cu(s) + 4 HNO3 --> Cu(NO3)2 + 2 NO2(g) + 2 H2O
Bakar se otapa u vrućoj sumpornoj kiselini, tvoreći kristale modre galice (CuSO4 x 5 H2O).

S koncentriranom sumpornom kiselinom zagrijavanjem nastaje bezbojni plin sumporov(IV) oksid i bakrov(II) sulfat topljiv u vodi:
Cu(s) + 2 H2SO4 --> CuSO4 + SO2(g) + 2 H2O
Otporan je na koroziju, vodu i relativno je postojan na zraku. Na zraku dužim stajanjem potamni od oksida, a izlaganjem utjecaju atmosferilija na bakrenim predmetima tijekom vremena nastaje poznata zeleno-bijela (malahit) do plavo-zelena (bazični bakrov(II) karbonat, Cu2(OH)2CO3) patina, koja predstavlja zaštitni površinski sloj i štiti ga od daljnje oksidacije.
2 Cu(s) + H2O(I) + CO2(g) + O2(g) --> Cu2(OH)2CO3(s) ili Cu2CO3(OH)2
Zaštitna patina se često namjerno potiče i umjetno stvara na raznim predmetima, primjerice bakrenim krovovima i skulpturama, zbog zaštite od utjecaja atmosfere.

Mineral jednakog sastava kao i patina koja se najčešće viđa je zeleni mineral malahit.

Patina osim bazičnoga karbonata može biti i drukčijeg kemijskog sastava (hidroksisulfat, hidroksiklorid), ovisno o čistoćama u atmosferi.
Bakar se zagrijavanjem na zraku, pri temperaturama višim od 600 °C oksidira, a na površini se stvara crni prah bakrova(II) oksida (CuO); i obratno; zagrijani CuO u prisutnosti reducensa lako otpušta kisik pa ova reakcija može služiti za određivanje vodika (nastaje voda) i ugljika (nastaje CO2) u elementarnoj analizi organskih spojeva.
2 Cu(s) + O2(g) --> 2 CuO(s)

## Rasprostranjenost u prirodi i pojava
U prirodi se nalazi u malim količinama samorodan i kao takav je rijedak u elementarnom stanju. Može ga se naći raspršenoga u stijenama u obliku sitnog zrnja, pločica, grančica ili mahovinasto isprepletenih niti. Kristali kemijski čistog bakra (ili s malo primjesa srebra i bizmuta) se pojavljuju prirodno i postoje mala nalazišta u SAD-u, Njemačkoj, Zambiji, Čileu i Italiji.
Najviše ga ima u sulfidnim rudama (halkopirit, kovelit, halkozin i bornit), zatim u oksidnim (kuprit; Cu2O) i u karbonatnim rudama (zeleni malahit i plavi azurit).

Halkopirit daje oko 80% svjetske proizvodnje bakra (sa srebrom i zlatom kao nusproduktima), zatim najčešće rude su halkocit, halkantit, azurit, zeleni malahit (ili kao crvena stijena), brohantit, te kuprit.

Sulfidne i oksidne rude u prirodi se nalaze najviše sa željeznim sufidom, a rjeđe sa sulfidima drugih metala.
Poznato je oko 240 ruda bakra, evo nekoliko najpoznatijih i najčešće eksploatiranih ruda:
- Atakamit (Cu2Cl(OH)3) - struktura mu je ortorompska,
- Azurit (Cu(CO3)2(OH)2) - struktura mu je monoklinska,
- Bornit (Su5FeS4) - struktura mu je tetragonska,
- Brohantit (Cu4(SO4)(OH)4) - struktura mu je monoklinska,
- Halkantit (CuSO4 x 5 H2O) - struktura mu je triklinska,
- Halkocit (ili halkozin) (Cu2S) - struktura mu je heksagonska,
- Halkopirit (CuFeS2) - struktura mu je tetragonska.

Također u prirodi se javlja kao smjesa dvaju stabilnih izotopa; 63Cu i 65Cu.

## Povijest upotrebe
Bakar je povijesno važan kao jedan od prvih obrađivanih metala, pogotovo za pravljenje bronce, te ga ubrajamo u metale koji su čovjeku poznati još iz prapovijesnog vremena (bakreno doba).

Najstariji dokazi korištenja bakra potječu iz 8000. god. pr. Kr. (neolitik) iz Turske, Cayonu Tepesi, u blizini kojeg se nalaze rudnici bakra koji se i danas eksploatiraju. Sve veća upotreba bakra uzrokovala je promjene u tadašnjem društvu. Pojavile su se skupine prvih specijalista, rudara, kovača, metalurga. Sve važnija je bila potraga za tom rudom.
U Egiptu se koristio oko 5000 g. prije Krista, za izradu oruđa i oružja (od bronce), a dobivao se iz rudnika sa Sinajskog poluotoka.
Tako se s vremenom do 3800. godine pr. Kr., proširila upotreba bakra po cijelom Mediteranu i obalama Atlantika. Upotreba bakra je bila toliko raširena (za izradu primitivnog oružja i oruđa) da je cijelo povijesno razdoblje nazvano bakreno doba (eneolitik).

Paralelno s bakrom, došlo je i do eksploatacije zlata, srebra i olova. Oko 3500. godine otkrivaju arsen koji dodaju bakru, čime povećavaju njegovu tvrdoću, a time nastaje arsenova bronca.
Na Cipru i Kreti koristio se od 3000 g. prije Kristova rođenja.
Neka od najvećih starih nalazišta bakarne rude nalazila su se okolo velikih jezera na granici SAD-a i Kanade.

Pronađeno je više od 10 000 mjesta iskopa od kojih neka potječu iz 3000. godine pr. Kr., čiji grumeni su mogli dosegnuti težinu od 100 kilograma. Geokemijska analiza je potvrdila da je taj bakar bio eksportiran do Južne Amerike jer su njegovi tragovi nađeni u grobovima Inka, a postoje realne teorije da je taj bakar bio prodavan u raznim Bliskoistočnim zemljama posredništvom takozvanih "Naroda s mora". Zbog svoje mekoće, bakar se u početku koristio za nakit, no otkrićem obrade hladnim postupkom dobili su dvostruku tvrdoću, čime su dobili alat i oružje potrebne tvrdoće. Jedina mana te obrade je bila krhkost.

## Današnja uporaba i primjena
Zahvaljujući svojim osobinama; otpornosti prema koroziji i dobrih mehaničkih svojstava, bakar ima vrlo široku primjenu. Bakar po raznovrsnosti uporabe zauzima jedno od prvih mjesta u nizu tehničkih metala.

Razvojem novih tehnologija, potrebe za bakrom i danas rastu.
Najznačajnija uporaba bakra temelji se na njegovoj izvanrednoj i izuzetnoj električnoj vodljivosti i toplinske provodnosti (i kao krutina i kao taljevina), ima vrlo široku primjenu naročito u elektrotehnici (elektronici).

Stoga se više od 50% današnjeg proizvedenog bakra upotrebljava u industriji kabela za električne vodiče, u gradnji generatora, motora i transformatora.

Većina električnih vodova (osim dalekovoda gdje se koriste aluminij i čelik (struja teče samo površinom vodiča radi skin-efekta do kojega dolazi pri visokom naponu), bakar je za to preskup i ne odgovara namjeni) izrađuje se od bakra.
Visoka toplinska provodnost osigurava mu široku primjenu i u izradi izmjenjivača topline, pa se čisti bakar koristi za izradbu; spremnika, grijača, uparivača, cijevi i kotlova u prehrambenoj i kemijskoj industriji (za vodu i plin) i kućanstvu, hladnjaka, izmjenjivača topline, i drugih uređaja.
U građevinarstvu se je bakar i njegove legure u prošlom i pretprošlom stoljeću rabile za izradu velikih pokrova kao krovni materijal, za javne ustanove i zgrade, koji zbog svojstava bakrene patine, imaju veliku trajnost i specifičan lijep izgled (dekorativna svrha). Također u građevinarstvu isto zbog dekorativne svrhe se koristio u izradi opšava i žljebova, ali to je sada rijetkost zbog drugačijeg stila građenja, skupoće tog metala, privlačenja munja, prelazak patine na fasadu, i drugih nedostataka.
Zbog svojih izuzetnih mehaničkih svojstava, u metalurgiji ima veliku primjenu kao legirajući metal.
Još se uvijek koristi za pravljenje novca.
Može se kupiti u obliku poluga, folije, praha i žice omotane PVC-om.

## Biološka uloga
Esencijalan je metal za sve žive vrste u sastavu enzima. U većoj količini je otrovan, posebno za beskralježnjake.

U ljudskom tijelu (70 kg) ga ima prosječno 150 mg, raspodijeljenog u jetri, bubrezima i mozgu.
Toksični unos je 85g metala; 20 g CuSO4.
Smrtonosna doza može biti u količini od 30-60 g CuSO4 (oralno, pokusirano na štakoru) = 300 mg kg−1, ako se proguta.
Za ljude su topljivi bakreni spojevi slabo otrovni, ali su zato ioni bakra vrlo snažni otrovi za niže organizme, posebno za bakterije, gljivice, alge, kukce i druge biljne štetočinje, iz čega proizlazi velika upotreba spojeva bakra kao fungicida.

## Dobivanje
Udio bakra u rudama razmjerno je malen. Bogate rude sadržavaju 3-10% bakra. Zahvaljujući efikasnim metodama obogaćivanja eksploatiraju se (iskorišćuju se) i siromašnije rude, pa se najveća količina bakra danas dobiva/proizvodi iz ruda koje sadržavaju 0,5-2% bakra. Stoga se mora prethodno prije taljenja/obrađivanja koncentrirati uklanjanjem jalovine.
Koncentriranje se vrši postupkom flotacije (lat. fluo - plivati) tako da se sitno samljevena ruda pomiješa s puno vode u koju je dodano sredstvo za pjenjenje (posebna vrsta ulja). Ruda zaostaje u površinskom pjenećem sloju jer se ne kvasi, a jalovina tone na dno (premda joj je gustoća manja od gustoće rude). Daljnjim postupkom izdvaja se ulje i vraća natrag u proces flotacije, a nastali koncentrat ide u daljnju preradu.
Mehanička priprema rude obuhvaća sljedeće operacije:
-drobljenje i klasiranje,

-sušenje,

-briketiranje i miješanje rude s talioničkim dodatkom (tj. sastavljanje punjenja peći - smjesa rude i/ili koncentrata i talioničkog dodatka), dok se kemijska priprema svodi na žarenje i podešavanje sastava talioničkog dodatka.
U metalurgiji bakra primjenjuje se nekoliko načina žarenja:
-obično žarenje - provodi se radi uklanjanja konstitucijske vode iz karbonatnih ruda i koncentrata, a vrši se pri temeperaturi od 250 °C,
-klorirajuće žarenje - kojim se oksidne i sulfidne rude prevode u klorid topljiv u vodi (CuCl2), a vrši se pri temperaturi 500-600 °C
-ulfatizirajuće žarenje - prevodi sulfidne rude u sulfat bakra topljiv u vodi
-oksidirajuće žarenje - provodi se radi uklanjanja suvišnog sumpora u sulfidnim rudama
-aglomerirajuće žarenje - kojim se okrupnjava materijal kako bi se mogao taliti u pećima. Za dobivanje bakra koristi se nekoliko metoda: suha ili pirometalurška, mokra ili hidrometalurška i elektrometalurška.
Tehnički bakar sadrži najmanje 99,5% bakra, a ostalo su primjese.

### Pirometalurška metoda (suha)
Iz bogatijih, srednje bogatih, siromašnih sulfidnih ruda i ruda samorodnog bakra koje su prethodno oplemenjene flotacijom, bakar se izdvaja pirometalurškim postupkom, sukcesivnom oksidacijom (radi uklanjanja dijela sumpora).

Najvažnija ruda za dobivanje bakra je bakrena pakovina (CuFeS2) koja se prethodno žari radi uklanjanja dijela sumpora, a ostatak se uglavnom sastoji od Cu2S, FeS i Fe2O3.
Nizom reakcija u različitim dijelovima peći sumarno nastaje ugljikov monoksid (grotleni plin) i talina bakrenca (gustoće 4-6 g/cm3) na kojem pliva troska (željezovi oksidi vezani u silikate gustoće 3-4 g/cm3):
Fe2O3 + SiO2 + C -> Fe2SiO4 + CO
Tako se kao međuproizvod dobiva bakrenac ili bakreni kamen (koji je uglavnom smjesa Cu2S i FeS), s oko 30-40% bakra, iz kojeg se zatim redukcijom i oksidacijom s pomoću koksa uz dodatak kremenog pijeska ukloni gotovo sve željezo u jamnim ili plamenim pećima (grotlenim pećima), i dobiva se sirovi bakar ili blister.
Daljnja prerada odvija se prebacivanjem taline bakrenca u prethodno zagrijan konverter (iznad 900 °C) i propuhivanjem zrakom. Pri tome najprije željezov sulfid prelazi u oksid, a zatim se veže s kvarcem koji mu se doda u trosku, a sumpor izgara:
FeS + 3/2 O2 --> FeO + SO2 + 468kJ
2FeS + SiO2 --> Fe2SiO4 + 75kJ
Kada najveći dio željeza prijeđe u trosku, preostali Cu2S se oksidira i nastaje sirovi bakar prema reakcijama:
Cu2S + 3/2 O2 --> Cu2O + SO2 + 389kJ
2Cu2O + Cu2S --> 6Cu + SO2 - 125 kJ
Reakcije su sumarno egzotermne (oslobađaju toplinu) pa nije potrebno dodatno zagrijavanje.
Sirovi bakar sadrži 97% bakra, ali nije još za upotrebu jer ima u sebi primjese, koje se moraju ukloniti - ili zbog njihove vrijednosti (zlato, srebro, selenij) ili zbog štetna utjecaja (željezo, arsen i dr.). To se postiže taljenjem uz selektivnu oksidaciju, a zatim elektrolitskom rafinacijom (pomoću elektrolize).

Tako se konačni proizvod dobiva elektrolitski bakar (99,96 do 99,99% bakra), a primjese zaostaju u anodnom mulju.

### Hidrometalurška metoda (mokra)
Iz oksidnih i karbonatnih ruda bakar se najčešće dobiva hidrometalurškim (mokrim) postupkom.

Rjeđe se primjenjuje ekstrakcija ili stvaranje topljivih kompleksnih soli.
Ova se metoda koristi za dobivanje bakra iz siromašnih ruda odnosno otpadnih proizvoda drugih procesa, npr. pri proizvodnji sumporne kiseline iz pirita.

Postupak se sastoji u tome da se ruda tretira pogodnim otapalom, tj. izlužuje se razrijeđenom otopinom sumporne kiseline i željezova(III) sulfata. Pritom bakar prelazi u otopinu, iz koje se kao metal izdvaja elektrolizom ili se taloži cementacijom s pomoću željeza, a zatim se elektrolitički rafinira.
Za izdvajanje metalnog bakra elektrolizom kao netopljive anode koriste se olovne ploče, a kao katode tanki listići čistog bakra. Izdvajanje bakra iz otopine cementacijom vrši se reakcijom metalnog željeza s ionima bakra:
Cu2+ + Fe --> Cu + Fe
Elektroliza kao način izdvajanja metalnog bakra ima prednost pred cementacijom jer se dobiva čišći bakar.
Nakon proizvodnje bakra, suhom ili mokrom metodom, dobije se sirovi bakar čistoće 94-97% koji sadrži primjese: željeza (Fe), nikla (Ni), sumpora (S), cinka (Zn), antimona (Sb), bizmuta (Bi), kositra (Sn), olova (Pb), selenija (Se) i telurija (Te), a ponekad srebra (Ag), zlata (Au) i platine (Pt). Radi poboljšanja svojstava (plastičnosti i električne provodljivosti) primjese se moraju ukloniti pri čemu se koriste dva postupka rafinacije bakra: rafinacija taljenjem i elektrolitička rafinacija.
Rafinacija taljenjem provodi se u pećima tako da se kroz talinu sirovog bakra i dodataka stvaranje troske najprije propuhuje zrak pri čemu ishlape olovo, cink, arsen i kositar, a željezo i nikal prelaze u trosku. Nakon toga nastali bakrov(I) oksid (Cu2O) reagira s bakrovim(I) sulfidom (Cu2S) dajući elementarni bakar i plin sumporni dioksid (SO2) koji se iz gline istjeruje snažnim miješanjem pri čemu dolazi i do oksidacije ostataka sumpora. Zaostali Cu2O reducira se pomoću drvenog ili kamenog ugljena. Na koncu se pročišćeni bakar, čistoće će od 99% s cjelokupnim sadržajem plemenitih metala lijeva u ploče debljine oko 3 cm koje služe kao anode pri konačnoj elektrolitičkoj rafinaciji.
U kadama za elektrolitičku rafinaciju bakra katode su od čistog bakrenog lima, a elektrolit je otopina bakrovog(II) sulfata (10-14%) i sumporne kiseline (5-10%). Propuštanjem električne struje anoda se otapa pri čemu bakar i nečistoće poput željeza, nikla, kobalta i Cinka prelaze u otopinu, a plemeniti metal i i ostale nečistoće se talože i tvore "anodni mulj". Povremeno se ioni bakra reduciraju na katodi taložeći se u gusti crveni sloj čistog bakra. Dobiveni anodni mulj je polazna sirovina u proizvodnji prisutnih plemenitih metala.
Godišnja proizvodnja bakra u svijetu iznosi oko 13,5 milijuna tona.
Najviše rafiniranog bakra proizvodi se u; Čileu, SAD-u, Kanadi, Rusiji, Indoneziji, Australiji, Peruu i Republici Kongu. Bakar je glavni izvozni proizvod i osnova gospodarstva DR Konga i Zambije (pokrajina Katanga).

## Legure bakra
Drugo važno područje primjene bakra je metalurgija, odnosno dobivanje slitina.

Bakar se kao legirni element za poboljšanje mehaničkih svojstava dodaje slitinama plemenitih metala i aluminijskim slitinama. Bakar se najčešće legira s cinkom, kositrom, aluminijem, niklom, manganom i silicijem.

Legure bakra su važni tehnički materijali odličnih mehaničkih svojstava. Čvršće su od čistog bakra, lakše se lijevaju, obrađuju i zavaruju, ali slabije vode elektricitet i toplinu od bakra, a izuzetno su otporne prema koroziji i habanju.

Mogu se obrađivati metodama tople i hladne deformacije te termičkim metodama.
Prema sastavu bakrene legure mogu se podijeliti na:
-tehničke legure bakra,

-bakar s manjim dodacima primjesa,

-mjedi (mesinzi; slitine s cinkom),

-bronce.
Njegove najpoznatije slitine su mjed i bronca.

Proizvode od bakra (uključujući i legure) sve više istiskuju razne vrste čelika i drugih jeftinijih materijala.
Bakar (iznad 98%) s manjim dodacima ima različite osobine i svojstva, a najvažnije su vrste:
-Visokoprovodljivi elektrolitički bakar, ETP-bakar (99,90% Cu; 0,4% O), upotrebljava se za izradu električnih sabirnica, sklopki i prekidača, tiskarskih valjaka te kao materijal za izradu krovnih pokrova i bakrene galanterije u građevinarstvu.
-Visokoprovodljivi bakar bez kisika, OFHC-bakar (99,92% Cu, bez rezidualnog kisika) najčišći je konstrukcijski metal koji se danas koristi u industriji za vodiče, elektronske cijevi, električne sabirnice, grijače, radijatore, uljna hladila itd.
-Arsen-bakar (99,65% Cu; 0,025% P; 0,30% As) se upotrebljava za izradu bojlera, radijatora, izmjenjivače topline, cijevi za kondenzaciju, itd.
-Kadmij-bakar (99,00% Cu; 0,6-1,0% Cd) se upotrebljava za elastične dijelove aparata koji se zagrijavaju ili leme, izradu posuda, električne vodove i elektrode za zavarivanje.
-Krom-bakar (99,50% Cu; 0,5% Cr) i telurij-bakar (99,50% Cu; 0,5% Te). Odlikuju se čvrstoćom na visokoj temperaturi, otpornošću na koroziju i lakom mehaničkom obradom. Koristi se za izradu elektroda za zavarivanje, elektromotore i za dijelove električnih aparata.
-Berilij-bakar legure Tip1 i Tip2 (Tip1: 98% Cu; 2% Be i Tip 2: 97% Cu; 0,4% Be; 2,6% Co). Ove legure imaju visoku čvrstoću i tvrdoću, a upotrebljavaju se za telefonske vodove, dijelove u rotorima elektromotora i za izradu opruga.

Slitine berilija s bakrom tvrde su poput najtvrđeg čelika.

### Mjedi
Mjed (ili mesing;) je slitina bakra i cinka, iako može sadržavati i manje količine drugih metala (Sn, Fe, Mn, Ni, Al i Si).

Mesinzi su otporni na koroziju, te su tvrđi od bakra i cinka; mekši su od bronce, zbog čega se od nje lakše obrađuju - bolje izvlače, valjaju i savijaju; tj. mogu se dobro tokariti, lijevati i polirati. Ta povoljna svojstva mjedi posljedica su njezine kristalne strukture te fine i kompaktne mikrostrukture. Različite vrste mjedi čine značajnu skupinu slitina zbog svojih dobrih mehaničkih svojstava, lake obradivosti i lijepe boje.
Tombak je slitina bakra i cinka, no sadrži veći postotak bakra nego u mesingu.

### Bronce
Bronce (tal. bronzo; brindizijski: brundium [bakar]) su općenito sve bakrene slitine koje sadržavaju više od 60% bakra uz dodatak jednoga (najčešće kositar) ili više legiranih elemenata (fosfor, silicij, aluminij ili cink), među kojima cink nije glavni sastojak (glavni legirni dodatak). Svojstva mnogobrojnih vrsta bronce, njihova primjena i ime ovise o vrsti i udjelu dodanih sastojaka.

Svojstvena im je velika čvrstoća i tvrdoća (tvrđe su od bakra), kao i otpornost na koroziju.

Lakše se tale i dobro se lijevaju, pa se rabe za izradu različitih ventila, zupčanika, novca, ukrasnih predmeta, skulptura, dijelova brodskih paluba i propelera, itd.

## Spojevi bakra
Bakar je u spojevima uglavnom jednovalentan (+1) i dvovalentan (+2), dok su spojevi s trovalentnim bakrom rijetki i bez važnosti.

Spojevi u kojima je bakar jednovalentan su nestabilni:
2 Cu+(aq) --> Cu2+(aq) + Cu(s)
Kvalitativno mogu se kationi bakra(II) i bakra(I) dokazati prema:
Cu2+ + 2OH- --> Cu(OH)2 -> CuO + H2O
2Cu+ + 2OH- --> 2CuOH -> Cu2O + H2O
U vodenim otopinama stabilni su samo spojevi u kojima je bakar dvovalentan, jer se Cu+ ioni u vodi odmah disproporcioniraju na Cu2+ ione i elementarni bakar.

Bakrovi(II) spojevi su inače blagi spojevi.
Vodene otopine bakrovih(II) spojeva su stabilnije od otopina bakrovih(I) spojeva, a u suvišku pojedinih aniona (molekula) mogu se kompleksno vezati u sol ili ion, npr.:
CuCl + 2NH3 --> [Cu(NH3)2]Cl
CuCN + 3KCN --> K3Cu(CN)4
Cu(OH)2 + 2OH- --> [Cu(OH)4]2-
CuCl2 x 2H2O + 2H2O --> [Cu(H2O)4]3+ + 2Cl-
Poznati su mnogobrojni spojevi bakra:
- Bakrov(I) jodid (CuI, maršit) je nakon bakrovog(I) klorida najpoznatiji bakrovi(I) halogenid.

Reverzibilno mijenja boju s temperaturom (bijel je pri 20°C, crven pri 40°C, smeđ pri 70°C) pa se koristi kao niskotemperaturni indikator.
- Bakrov(I) cijanid (CuCN) upotrebljava se kao elektrolit pri elektrolitskom pobakrivanju, za dobivanje masti protiv trahoma i konjuktivitisa, koristi se i kao insekticid, stvara kompleksne spojeve važne za elektroplatiniranje bakrom, itd.
- Bakrovi azidi (CuN3 i Cu(N3)2) eksplozivno se raspadaju već pri slabom udaru pa se koriste kao inicijalni eksplozivi.
- Bakrov(I) acetilid (ili često nazvan bakrov karbid) je često međuproizvod prilikom proizvodnje bakra.
- Bakrov(I) klorid (CuCl, nantokit) upotrebljava se kao katalizator pri sintezi akrilonitrila i u industriji nafte za dekoloriranje i desulfuriranje. Također se koristi za denitriranje umjetne svile i čišćenje acetilena. Jodid (CuI, maršit) reverzibilno mijenja boju s temperaturom (bijel je pri 20 °C, crven pri 40 °C, smeđ pri 70 °C) pa se koristi kao niskotemperaturni indikator.
- Bakrov(I) oksid (Cu2O) je kristalinična tvar crvene boje. U prirodi se nalazi kao mineral kuprit, a rjeđe i kao halkotrihit.

Otapanjem u NH3 i NH4Cl daje bezbojnu otopinu koja s najmanjom količinom kisika pomodri pa služi kao reagens na kisik. Na povišenoj temperaturi plinoviti vodik, ugljik i ugljikov(II) oksid, lako ga reduciraju u metalni bakar, a klor i brom ga oksidiraju u CuO.
Upotrebljava se u elektroplatiniranju, kao fungicid za zaprašivanje sjemena radi uništavanja štetnih gljivica, itd.
Široku primjenu ima kao pigment u bojenju stakla (tzv. crveno staklo naziva se „aventurinsko staklo“) i emajla, za proizvodnju crvene glazure u keramici, te za proizvodnju tzv. "antifouling" boja (koje sprečavaju razvoj morskih organizama i biljaka na podvodnom dijelu broda i drugih plovila).
- Bakrov(II) acetat (Cu(CH3COO)2 x H2O) ima tamnozelene monoklinske kristale topljive u vodi, a kristalizira u obliku tamnoplavih prizama.

Upotrebljava se kao adstrigens, kao slabo sredstvo za jetkanje, za pobakrivanje (elektroplatiranje bakrom), kao katalizator u proizvodnji anhidrida octene kiseline iz acetaldehida, a služi kao pigment, pa se upotrebljava za proizvodnju boja, itd.
Spoj Cu(CH3COO)2 x 3Cu(AsO2)2 je tzv. švajnfurtsko zelenilo koje služi kao slikarska boja, ali i kao otrov protiv kukaca.
- Bakrov(II) acetoarsenit (Cu(C2H3O2)2 x 3Cu(AsO2)2, bakrov(II) acetat triarsenit, pariška zelena boja, od engl. Paris green) je anorganski spoj, koji kristalizira u jako otrovnom esmeraldno-zelenom kristaličnom prahu. Često se upotrebljava kao insekticid i fungicid, ali i kao pigment unatoč toksičnosti. Može nastati reakcijom bakrovog(II) acetata i arsenovog trioksida.
- Bakrov(II) bromid (CuBr2, bakrov dibromid) se upotrebljava za bromiranje u organskoj kemiji, kao katalizator u reakcijama polimerizacije, izomerizacije, esterifikacije i u fotografiji.
- Bakrov(II) fluorid dihidrat (CuF2 x 2H2O) upotrebljava se za keramičke glazure i emajle.
- Bakrov(II) hidroksiklorid (CuCl2Cu(OH)2) upotrebljava se za pripremanje fungicida (npr. protiv peronospore na vinovoj lozi), a poznat je po nazivu bakreno vapno (bakreno vapno). Priređuje se miješanjem hidroksida s neutralnim supstratima (talkom, vapnencem) i sredstvima koja olakšavaju disperziju u vodi i prianjanje na listu.
- Bakrov(II) klorid dihidrat (CuCl2 x 2 H2O, bakrov diklorid) je najpoznatiji bakrov(II) halogenid.

Upotrebljava se kao močilo u industriji nekih organskih boja i u tisku tekstila, u kemiji je dobar katalizator za organske sinteze, za rafinaciju bakra, zlata i srebra, za dobivanje žive mokrim postupkom, u fotografiji, za zelenu vatru u pirotehnici /s blagim utjecajem plave boje na rubovima plamena/, za uništavanje korova i zaprašivanje sjemena, itd.
- Bakrov(II) oksid (CuO, paramelakonit i tenorit) je crn kristaličan prah netopljiv u vodi. Slabo je topljiv u amonijaku i amonijevu kloridu, ali je lako topljiv u kiselinama, amonijevu karbonatu i kalijevom cijanidu. U otopini ima isključivo lužnat karakter pa otapanjem u kiselinama daje različite bakrove(II) soli.

Upotrebljava se za proizvodnju drugih spojeva bakra, služi kao pigment za bojanje staklenih površina i u izradi crnih, zelenih i modrih stakala, glazura i emajla te vodiča s negativnim koeficijentom električnog otpora. Koristi se i kao katodni depolarizator u elektrolizi alkalnih klorida, kao pozitivna elektroda u galvanskim člancima, za pročišćavanje kisika od primjesa vodika i mineralnih ulja od sumpora, kao imitacija dragog kamenja, u kemijskoj analizi, naftnoj industriji, proizvodnji optičkih stakala, itd.
- Bakrov(II) karbonat (CuCO3 x Cu(OH)2) u otopini tvori svijetlo plavi netopljivi talog. Stvara se na bakrenim predmetima kao patina, a u prirodi se pojavljuje kao malahit.

Bakrov bazični karbonat u čistom stanju služi kao pigment, te kao insekticid i fungicid. Od bakrova(II) karbonata mogu se dobiti razne bakrove soli.
- Bakrov(II) hidroksid (Cu(OH)2, bakrena patina) se upotrebljava se kao pesticid, pigment i katalizator. To je uglavnom svijetloplavi želatinozni spoj.

Često može biti viđen i kao zelenilo na bakrenim krovovima raznih građevina ili pak na nekim drugim bakrenim predmetima koji oksidiraju nakon dugo vremena ne diranja. Nije lužina i ne otapa se u vodi, a u vodi tvori svijetloplavi talog. Taj plavi talog obično nastaje dodatkom lužine otopini Cu2+ iona.
Sa suviškom amonijaka bakrov(II) hidroksid reagira stvarajući intenzivno modri kompleksni tetraammin bakrov(II) ion čija je struktura planarna. U suvišku pojedinih aniona (molekula) mogu se kompleksno vezati u sol ili ion.
- Bakrov(II) sulfid (CuS) ima topljivost 8 x 10−37; to je sol praktično netopljiva u vodi, a u vodi tvori crni talog.
- Bakrov(II) sulfat pentahidrat (CuSO4 x 5H2O, modra galica) najznačajnija je sol bakra, a bila je poznata još starim Egipćanima. Plinije je opisao njezinu proizvodnju u Španjolskoj, a 1880. godine otkriveno je njezino fungicidno djelovanje što je potaklo njenu industrijsku proizvodnju. U prirodi se nalazi kao lazurno modri, triklinski, kristali minerala halkantita koji su lako topljivi u vodi. Od pet molekula kristalne vode četiri su kompleksno vezane za bakarni, a peta na sulfatni ion. Industrijski se dobiva otapanjem bakra u razrijeđenoj sumpornoj kiselini. Može se dobiti i kristalizacijom iz elektrolita preostalog od rafinacije bakra te djelovanjem sumporne kiseline na bakrov oksiklorid (Bigourdan-Bebin postupak). Najviše se upotrebljava pomiješana s gašenim vapnom kao fungicid (bordoška juha) protiv peronospore na vinovoj lozi i biljnih štetočina na krumpiru, voćkama i rajčici. Koristi se još i kao aktivator pri flotaciji ruda kobalta, olova i cinka, za uništavanje alga u rezervoarima, vodovodima i bazenima, za konzerviranje drveta, zatim kao elektrolit u galvanskim člancima i kupkama za pobakrivanje, a u medicini protiv gljivičnih infekcija.

Bezvodni bakrov(II) sulfat (CuSO4) bezvodan daje zelenobijele ili sivobijele kristale koji na sebe lako vežu vodu dajući stabilne hidrate s jednom,tri ili pet molekula vode. Budući da s najmanjom količinom vode pomodri, upotrebljava se za dokazivanje malih količina vode, npr. u alkoholu.
- Bakrov(II) benzoat (C14H10CuO4 ili Cu(C6H5CO2)2) je svijetlozeleni do svijetloplavi prah.
- Bakrov(II) nitrat (Cu(NO3)2 x 6H2O) je higroskopan svijetloplavi prah vrlo dobro topljiv u vodi i stvara vodenu otopinu svijetloplave boje. Bakar se otapa u dušičnoj kiselini i stvara se otrovni crvenkastosmeđi plin dušikov(IV) oksid.[1]

## Zanimljivosti
- Uz pojavu sve većeg broja novih materijala, čija je uporaba danas sve raširenija, pronalaze se i nove primjene starih, davno poznatih materijala. Tako su primjerice 1997.g. napravljeni prvi mikroprocesori (čipovi) s bakrenim vodičima za unutarnje povezivanje komponenata. Vrlo je vjerojatno da će se „bakreni“ procesori zbog povoljne cijene troškova proizvodnje u skoroj budućnosti nalaziti posvuda, od običnih računala, preko kućne elektronike, do automobilskih motora. Današnji informatičari predviđaju da će 2003. svi uobičajeni čipovi biti bazirani na bakru. Njegova uporaba trebala bi povećati brzinu procesora omogućavanjem manjih i snalažljivih krugova. Manji krugovi znače kraći komunikacijski put unutar čipa, što znatno povećava karakteristike (perfomanse) procesora.

- Wječnik ima značenje riječi bakar

## Vanjske poveznice
- Bakar Hrvatska tehnička enciklopedija, portal hrvatske tehničke baštine. LZMK